# TAB-71M
TAB-71 – румунський бронетранспортер, ліцензійна копія радянського БТР-60.

## Варіанти та модифікації
Випуск бронетранспортера освоєно на початку 1970-х років на заводі спеціального важкого машинобудування "Fabrica de Masini Grele Speciale" у Бухаресті (що входив до складу виробничого об'єднання «23 серпня») і припинено до початку 1990-х років.
Наприкінці 1970-х років у СРР освоєно виробництво радянського БТР-70 (під найменуванням TAB-77), який почав надходити до війська, але TAB-71 залишилися на озброєнні.
У ході придністровського конфлікту 1990-х років румунські бронетранспортери типу TAB-71 отримано збройними силами Молдови. Надалі постачання тривали — у 1994—1995 роках до Молдови експортовано ще 110 бронетранспортерів типу ТАВ-71 (1994 року — 30 шт. ТАВ-71М і 1995 року — 80 шт. ТАВ-71).
У 2015 році модернізовано один із бронетранспортерів TAB-71М зенітно-ракетного полку молдавської армії (під час якої два штатні двигуни замінені на дизельний двигун ЯМЗ-236). Влітку 2019 року на військових навчаннях представлено бронетранспортер (бортовий номер 1201), озброєний 23-мм автоматичною гарматою, що встановлена у відкритій зверху башті.
У 2016 році у збройних силах Румунії залишалося 247 бронетранспортерів TAB-71, але у листопаді 2017 року оголошено про намір замінити їх бронетранспортером нової моделі.

## Країни-експлуатанти
- Молдова – на початку 2022 року на озброєнні залишались 81 шт. TAB-71[7]
- Румунія – на початку 2022 року на озброєнні залишались 454 бронетранспортери цього типу (в сухопутних військах - 354 TAB-71, 92 самохідних міномети TAB-71AR і вісім БРЕМ TERA-71L)[8]
- Югославія – за даними SIPRI, 40 бронетранспортерів TAB-71M в 1978 році замовлено в Румунії, в 1980—1981 рр. — поставлено в СФРЮ і в ході бойових дій 1990-х років виявились втраченими, знищеними або вийшли з ладу за технічним станом.
- Україна 2022 р.були помічені у сил оборони України[9]